# Rheedea
Rheedea; Official Journal of Indian Association for Angiosperm Taxonomy (abreviado Rheedea) es una revista con ilustraciones y descripciones botánicas que es editada en Calcuta desde el año 1991.